# (2342) Lebedev
(2342) Lebedev (1968 UQ) – planetoida z pasa głównego asteroid okrążająca Słońce w ciągu 5,81 lat w średniej odległości 3,23 au. Odkryta 22 października 1968 roku.